# Homalopoma cunninghami
Homalopoma cunninghami es una especie de caracol marino de pequeño tamaño de la familia Colloniidae.

## Descripción
La altura de la concha varía entre 4 mm y 5.5 mm. La concha es pequeña, de color rosado intenso en el exterior, que la destaca fácilmente, y en el interior nacarado. A simple vista es fácilmente confundible con Margarella violacea.
Tiene una forma subglobosa, umbilicada. El ápice es blanquecino y cóncavo, los restantes convexos y presentan finas estrías espirales. La espira es aplanada y presenta más de cuatro vueltas y media, incluida la protoconcha. La concha también presenta finas marcas oblicuas que corresponden a las líneas de crecimiento. Las suturas son bastante profundas. La penúltima vuelta de lado derecho es muestra gibosa y la última vuelta es muy convexa a la izquierda, casi desproporcionada con respecto de la parte derecha. La abertura es subcircular.

## Distribución
Se la encuentra en las costas de Chile y el sur magallánico, en Tierra del Fuego y parte de la costa atlántica de Argentina. También en las Islas Malvinas. Esta especie marina se la encuentra en profundidades entre 13 m y 665 m. Habita en fondos de arena, arena-fango y piedras.

## Usos humanos en el pasado
Conchas con modificaciones antrópicas se han recuperado en varios sitios arqueológicos de la zona cordillerana del norte de la Patagonia argentina. A las conchas se les ha practicado perforaciones próximas al opérculo, por lo que se interpreta que fueron cuentas de collar. En algunos casos se recuperaron grandes cantidades de caracoles modificados juntos, lo que refuerza esta interpretación.